# ۱۲۴ (پیش از میلاد)
۱۲۴ (پیش از میلاد) ۱۲۴مین سال قبل از تقویم میلادی است.